# Nice Girl Project!
 (septembre 2024).
Si vous disposez d'ouvrages ou d'articles de référence ou si vous connaissez des sites web de qualité traitant du thème abordé ici, merci de compléter l'article en donnant les références utiles à sa vérifiabilité et en les liant à la section « Notes et références ».
Nice Girl Project! (NICE GIRL プロジェクト!) était un ensemble de chanteuses-idoles japonaises en solo ou en groupes. C'est un projet du producteur Tsunku similaire et parallèle à son Hello! Project, créé en 2007 sur son propre label TNX, toujours avec la société Up-Front. Il y transfère d'abord le groupe du H!P THE Possible, et y rajoute par la suite le groupe Canary Club, des solistes dont Karen, et des débutantes en formation ("Nice Girl Project! Kenshūsei") dont le groupe NICE GIRL μ ("Nice Girl Myu" ou "Nice Girl Mu") formé de six fillettes, qui a déjà chanté sur un titre des Berryz Kōbō et sur un single avec JAM Project. Les artistes du Nice Girl Project! participent régulièrement à des concerts et spectacles en commun. En 2009-2010, elles participent autour de Mana Ogawa (soliste et leader de Canary Club) au projet Kitagawa Mimi (CV Ogawa Mana) with MM Gakuen Gasshōbu pour la série anime Gokujō!! Mecha Mote Iinchō.  
Le Nice Girl Project! a été dissout fin 2014. 
Certaines Nice Girl Project! Kenshūsei sont transférées au Hello! Pro Kenshūsei, collectif d'apprentie-idole du Hello! Project! (Risa Ogata, Nagisa, Ayaka Hirose, Rei Inoue , Kizuki Horie et Momoko Shimano). 
The Possible est transféré en avril 2015, de TNX à l'agence Up-Front Create et sort désormais leurs disques sous le label Piccolo Town . En juin suivant, le groupe est renommé Ciao Bella Cinquetti .  

## Membres
Groupes
- THE Possible (THE ポッシボー?)
- Canary Club (キャナァーリ倶楽部?)

Units
- MM Gakuen Gasshōbu (MM学園 合唱部?)
- Kitagawa Mimi (CV Ogawa Mana) with MM Gakuen Gasshōbu (北神未海 with MM学園 合唱部?)

Solistes
- Mana Ogawa (小川真奈, Ogawa Mana?), née le 2 juillet 1993, de Canary Club
- Tokkii (ja) (とっきー?), née le 6 mars 1992
- Mikiho Niwa (丹羽未来帆, Niwa Mikiho?), née le 27 juillet 1989

## Débutantes
NICE GIRL Project! Kenshūsei (NICE GIRL プロジェクト！研修生)
- Shiorin (ja) (しおりん?), née le 12 décembre 1994
- Yui-Anee (ゆい姉ぇ?), Yui Nakane (中根由衣, Nakane Yui?), née le 22 juin 1987
- Aipon (あいぽん?), Ai Nakane (中根亜衣, Nakane Ai?), née le 4 décembre 1990
- Gucchii (グッチー?), née le 26 juin 1998
- Kuramon (くらもん?), née le 9 juillet 1999
- miichan (みーちゃん?), née le 14 juillet 1999
- Wacchan (わっちゃん?), née le 13 décembre 2001
- Kiniinya (きにーにゃ?), née le 13 mai 2002
- Kakkii (カッキー?), née le 24 juin 2002
- Tsuburu Akahane (赤羽つぶら, Tsuburu Akahane?)
- Risa Ogata (小片リサ, Ogata Risa?)
- Mia Gundo (郡戸美有, Gundo Mia?)
- Rina Imano (今野梨奈, Imano Rina?)
- Urumi Kashida (勝田麗美, Kashida Urumi?)
- Mizuki Yamashita (山下瑞希, Yamashita Mizuki?)
- Mayu Sagami (坂上まゆ, Sagami Mayu?)
- Sayaka Ogiri (押切さやか, Ogiri Sayaka?)
- Sumana Kuniya (くにやすまな, Kuniya Sumana?)

Nice Girl μ  
(nées entre 1998 et 2001)
- Minorin (みのりん?)
- Bunchan (ぶんちゃん?)
- Kanon (かのん?)
- Harun (はるん?)
- Nacchan (なっちゃん?)
- Momocchi (ももっち?)

## Ex-membres
- Mariina (マリーナ?)
- Wakabii (わかびー?), Wakaba Hatano (幡野わかば, Hatano Wakaba?)
- Salii (サリー?), Risa Hatanaka (畑中里砂, Hatanaka Risa?)
- Cherry (チェリー?)
- Rippon (りっぽん?), Riho Sugiura (杉浦里穂, Sugiura Riho?), ex-Canary Club
- Kaede Ōse (大瀬楓, Ōse Kaede?), ex-THE Possible
- Ucchi (うっちぃ?), Yuma Uchida (内田由麻, Uchida Yuma?), ex-Canary Club
- Eri~na (えり～な?), ex-Canary Club
- Peach (ピーチ?)
- Karen (カレン?), soliste

## Liens
- (ja) Site officiel du Nice Girl Project!
- (ja) « Fiches officielles des membres »(Archive.org • Wikiwix • Archive.is • Google • Que faire ?)
- (ja) Blog officiel du Nice Girl Project!